# Institut plánování a rozvoje hl. m. Prahy
Institut plánování a rozvoje hlavního města Prahy (IPR Praha) je příspěvková organizace, jejímž zřizovatelem je hl. m. Praha. Je hlavním koncepčním pracovištěm Prahy v oblasti architektury, urbanismu, rozvoje a tvorby města a spolupracuje na významných rozhodnutích v těchto oblastech. Sídlí v budovách bývalého Sdružení projektových ateliérů na Praze 2. Současným ředitelem je Ondřej Boháč.
Institut zpracovává a koordinuje dokumenty v oblasti strategického a územního plánování a rozvoje, veřejného prostoru a dokumenty dopravní, technické, krajinné a ekonomické infrastruktury. Na IPR Praha došlo během roku 2014 k schválení několika klíčových dokumentů, např. Koncepce pražských břehů, Manuálu tvorby veřejných prostranství či Pražských stavebních předpisů. V současné době zároveň dochází k aktualizaci Strategického plánu hl. m. Prahy a nového Územního plánu hl. m. Prahy (Metropolitní plán).

## Vznik

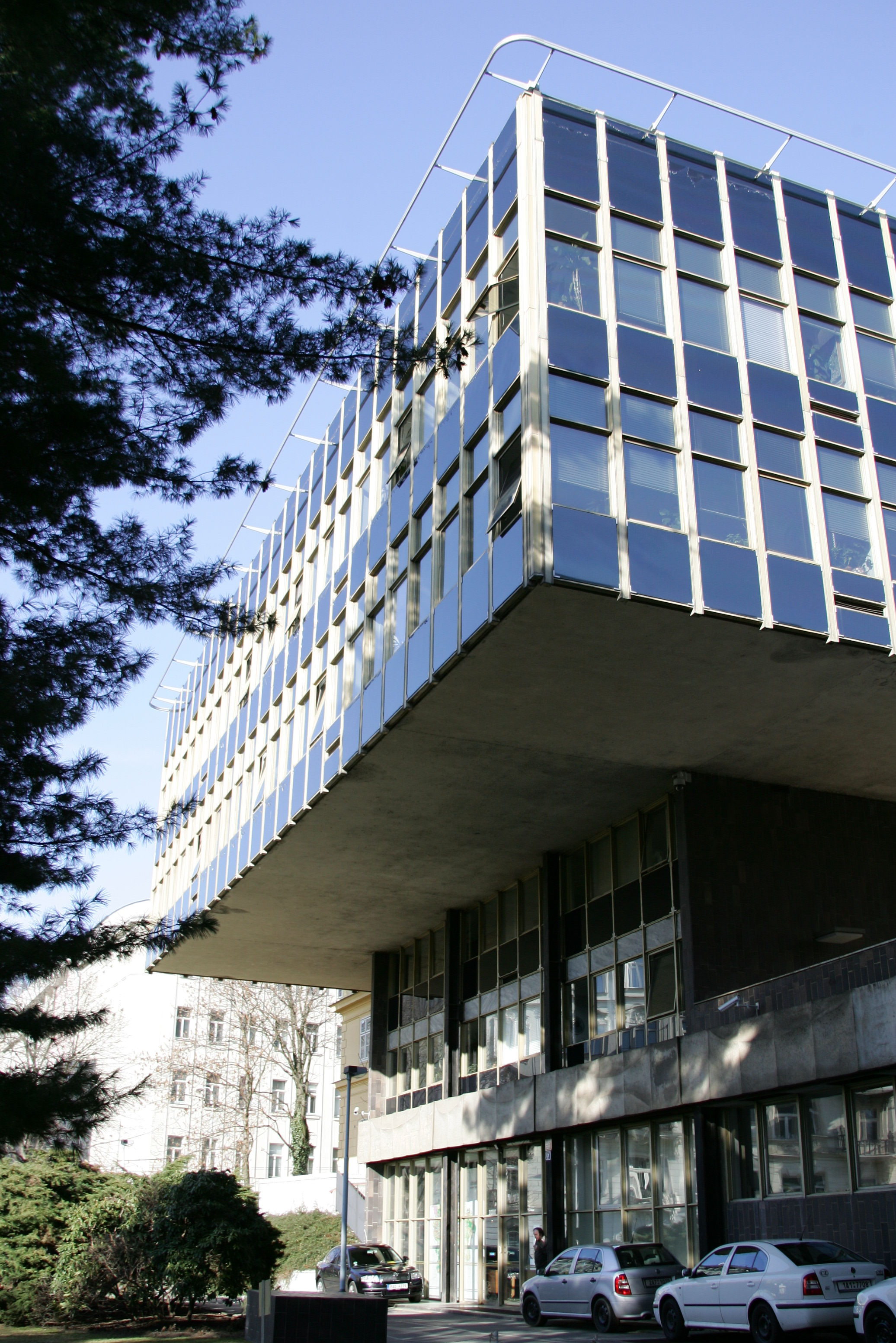
Sídlo Institutu plánování a rozvoje hlavního města Prahy

V listopadu 2013 vyvrcholil proces transformace IPR Praha z dřívějšího Útvaru rozvoje hl. m. Prahy (ÚRM), který vznikl v roce 1994 reorganizací Útvaru hlavního architekta hl. m. Prahy (ÚHA) zřízeného Národním výborem hl.m. Prahy (NVP) v roce 1961. Transformovaný IPR Praha vychází z nového přístupu města, jehož cílem je chytré, realistické a koncepční plánování a správa města v souladu s konceptem SMART City.
V souvislosti s rozšířením agendy vznikla v roce 2012 ještě pod hlavičkou ÚRM nová koncepční pracoviště jako Kancelář metropolitního plánu, Kancelář veřejného prostoru nebo Pracoviště pro územní a stavební standardy. Jejich společným cílem je vrátit do oblasti plánování a správy města důraz na vysokou kvalitu života. Mezi hlavní činnosti IPR Praha nově patří také výzkumná a vzdělávací činnost a využívání dat, informací a znalostí v rámci aplikovaného výzkumu.
Transformovaný IPR Praha realizuje změnu systému plánování a rozvoje hlavního města. Město Praha dnes přenastavuje klíčové dokumenty v této oblasti souběžně, což umožní vytvořit nový provázaný a ucelený systém, který bude odpovídat potřebám metropole v 21. století.

## Organizační struktura
Odborné činnosti IPR Praha reprezentuje pět sekcí, další sekce se starají o vnější vztahy a provoz instituce.

### Sekce strategií a politik
Úkolem Sekce strategií a politik je zpracovávání metropolitních strategických, koncepčních a analytických dokumentů. Doporučuje či nastavuje nástroje a mechanismy umožňující efektivní a systémové plánování města. Zodpovídá za aktualizaci hlavního strategického rozvojového dokumentu, Strategického plánu hl. m. Prahy. Dále zpracovává a koordinuje přípravu strategických projektů města, monitoruje a garantuje provázanost existujících a nově vznikajících plánů a strategií.
Sekce se skládá ze tří kanceláří: Kanceláře strategie a rozvoje, Kanceláře inovační politiky a Kanceláře analýz a prognóz.

### Sekce plánování města
Sekce plánování města se zabývá územním plánováním, má na starosti platný územní plán a činnosti související s jeho změnami, dále agendu spojenou se zastupováním hl. m. Prahy jako účastníka územního řízení, podává informace a konzultuje záměry v území, a zpracovává vyjádření IPR k nim. Dále se věnuje architektonickým soutěžím, k tématům dle usnesení Rady města, s cílem získat co nejlepší návrhy, tedy řešení staveb či využití území apod.
Sekci tvoří Kancelář podpory území a Kancelář projektů a soutěží.
Kancelář metropolitního plánu, zpracovávající nový Územní plán hl. m. Prahy – Metropolitní plán, byla jako zvláštní organizační jednotka vyčleněna pod přímé řízení ředitele IPR.

### Sekce detailu města
Sekce detailu města tvoří jediná Kancelář veřejného prostoru jako pracoviště, které zajišťuje, tvoří a koordinuje metodické materiály, koncepce a záměry v oblasti veřejného prostoru a zároveň poskytuje konzultace k záměrům na území hl. m. Prahy ve vztahu k veřejnému prostoru.

### Sekce prostorových informací
Sekce prostorových informací zajišťuje a rozvíjí geografická data hl. m. Prahy včetně zapojení informačních technologií a datového obsahu pro úlohy řešené veřejnou správou hl. m. Prahy. Spravuje Centrální datový sklad geografických informačních systémů (GIS) a základního mapového díla Prahy (Digitální mapy veřejné správy hl. m. Prahy). Sekce vyvíjí a spravuje informační systémy pro práci s geografickými daty a poskytuje je veřejnosti, odborům Magistrátu hl. m. Prahy a městským částem.

### Sekce infrastruktury a krajiny
Tvořena Kancelářemi dopravní, technické a krajinné infrastruktury; je partnerem a zároveň poskytovatelem průřezové oborové podpory pro Sekci strategií a politik, Sekci plánování města i Sekci detailu města. Zpracovává analýzy, rozbory, podklady a návrhy týkající se dopravní, technické a krajinné infrastruktury a má na starost koncepční úkoly v těchto oblastech. Členové Kanceláře dále reprezentují ve svých oborech IPR Praha v komisích a pracovních skupinách, které jsou zakládány hlavním městem.
Další složky IPR se vztahem k veřejnosti:

#### Kancelář komunikace
Kancelář komunikace je hlavním zdrojem informací o činnosti IPR Praha pro laickou i odbornou veřejnost. Podílí se mimo jiné na přípravě nového informačního centra a má na starosti celkovou propagaci IPR Praha v médiích a na veřejnosti.

#### Kancelář participace
Kancelář participace vznikla k posílení participativního plánování, které pomáhá sladit názory hlavních účastníků plánovacích procesů, budovat konsensus a předcházet konfliktům mezi stranami, zastupujícími různé zájmy. Kancelář připravila Manuál participace Archivováno 13. 4. 2017 na Wayback Machine. a řeší projekty ve spolupráci s městskými částmi, odbory magistrátu a příspěvkovými organizacemi města. Nabízí pomoc při nastavení procesu zapojení občanů do projektů, ať už se týkají územního, strategického plánování, nebo tvorby veřejných prostranství.

#### Kancelář CAMP
Kancelář zastřešuje činnosti na aktivitě Centra architektury a městského plánování (CAMP). Jeho hlavním posláním je zlepšit současnou podobu veřejné debaty o rozvoji Prahy. CAMP poslouží nejen architektům, projektantům a investorům, ale stejně tak městským částem, neziskovým organizacím a všem občanům jako základní zdroj přehledných a dostupných informací o přítomnosti a budoucnosti hlavního města.

## Klíčové aktivity IPR Praha

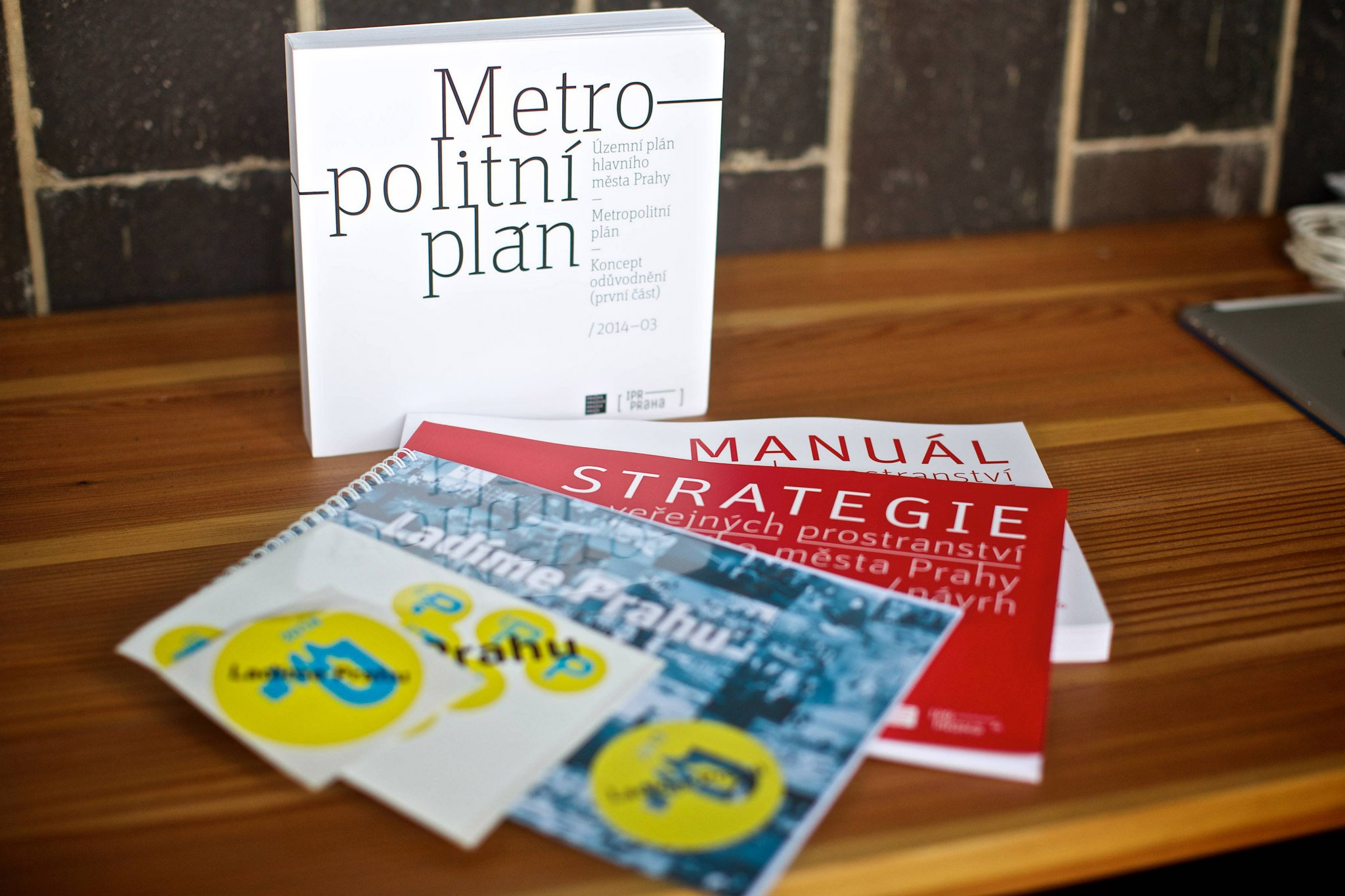
Koncepční dokumenty Institutu plánování a rozvoje hl. m. Prahy

### Koncepční dokumenty

#### Metropolitní plán
Metropolitní plán má být novým územním plánem hlavního města Prahy, jehož pořízení bylo zahájeno na základě usnesení Zastupitelstva hl. m. Prahy ze 7. června 2012. Pořizovatelem Metropolitního plánu je Odbor stavební a územního plánu MHMP, zpracovatelem je Institut plánování a rozvoje hlavního města Prahy (IPR Praha), při kterém zpracování plánu zajišťuje Kancelář metropolitního plánu. Zadání Metropolitního plánu bylo schváleno v září 2013 Zastupitelstvem hl. m. Prahy.
V dubnu 2014 byla představena první část Konceptu odůvodnění Metropolitního plánu, který je podkladem pro předběžnou diskusi o metodice plánu, o možnostech návrhu, o způsobu možných řešení problémů Prahy a její metropolitní oblasti. V září 2017 byl Metropolitní plán odevzdán pořizovateli a bylo zahájeno posouzení vlivu na životní prostředí, projednávání dle Stavebního zákona by mělo začít na jaře 2018. Odevzdání Metropolitního plánu je dle schváleného harmonogramu předpokládáno v roce 2022.

#### Aktualizace Strategického plánu hl. m. Prahy
Strategický plán hl. m. Prahy je dlouhodobý koncepční dokument, který formuluje společně sdílenou vizi sociálně ekonomického rozvoje města a hlavní směry tohoto rozvoje, stanovuje jeho strategické cíle a priority při řešení současných klíčových otázek. Upozorňuje na výzvy, které může Praze přinést budoucí vývoj na městské i celoevropské úrovni. Jedním z hlavních cílů při přípravě strategického plánu je jeho srozumitelnost a použitelnost v praxi. Do jeho přípravy jsou pravidelně zapojováni zástupci veřejné správy a městských institucí, neziskového i soukromého sektoru, kteří pod vedením týmu odborníků diskutují o problémech a tématech rozvoje Prahy. Aktualizace Strategického plánu hl. m. Prahy je připravována jako celková revize dosavadního dokumentu schváleného Zastupitelstvem hl. m. Prahy v roce 2008.

#### Manuál tvorby veřejných prostranství

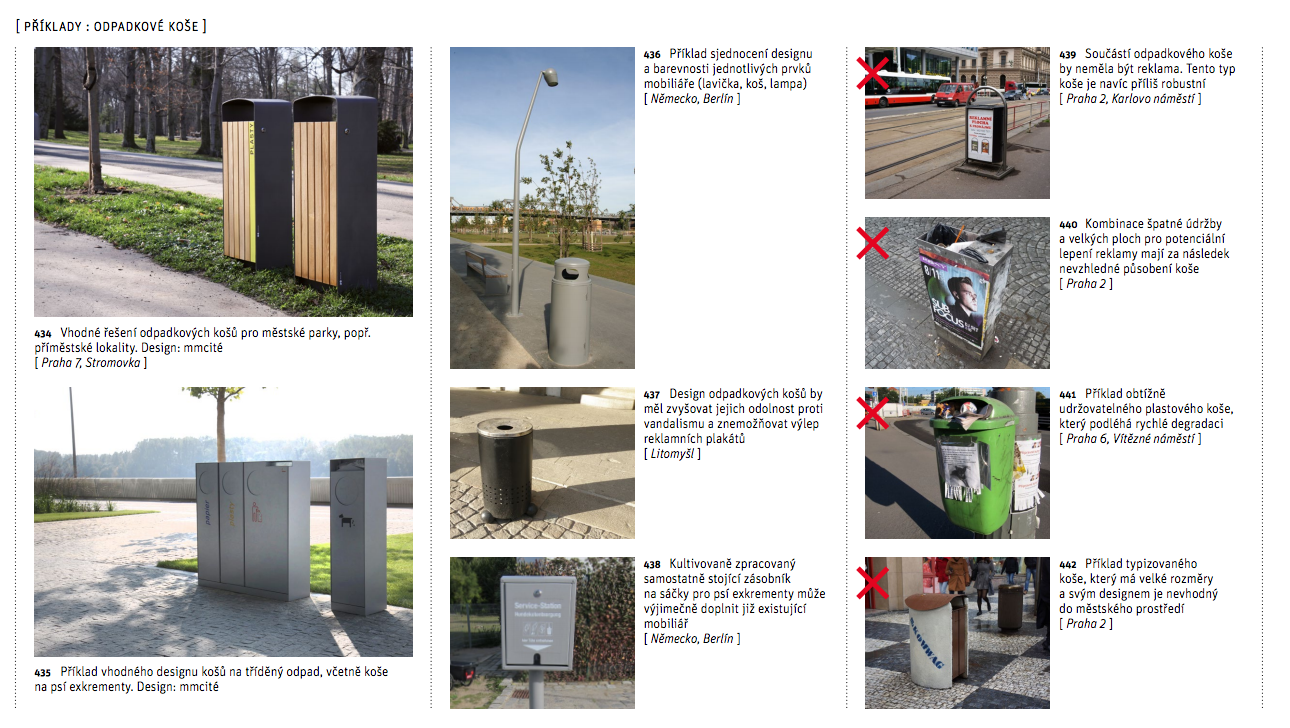
Ukázka z Manuálu tvorby veřejných prostranství – odpadkové koše

Manuál tvorby veřejných prostranství slouží jako základní podklad pro koncepční přístup k veřejným prostranstvím v Praze. Manuál obsahuje principy, pravidla, doporučení a kritéria tvorby kvalitních veřejných prostranství. Jednotlivé části manuálu definují kvalitu veřejných prostranství a nástroje k jejímu dosažení ve struktuře od velkého měřítka po detail.
Manuál má především iniciovat přeměnu Prahy ve město, jehož ulice, náměstí a parky jsou přívětivé pro obyvatele. Je určen projektantům, investorům, správcům i uživatelům, proto musí být srozumitelný a využitelný v praxi a musí s ním být dobře seznámeni všichni aktéři tvorby veřejných prostranství.
Po schválení Radou hl. m. Prahy v červnu 2014 se Manuál tvorby veřejných prostranství stal principiálně závazným pro odbory pražského magistrátu, organizace zřízené nebo založené hl. m. Prahou a subjekty čerpající investice z rozpočtu hl. m. Prahy (např. Eltodo, PVK), tedy pro ty instituce, které se zároveň řídí pravidly pro přípravu investic ve veřejném prostranství. Pro městské části má manuál doporučující charakter.

#### Pražské stavební předpisy
Nové Pražské stavební předpisy (PSP) byly schváleny v červnu 2014. Jako takové PSP stanovují, jak se staví, ne kolik nebo kde se staví, a umožňují řešit soudobé problémy města 21. století. Navazují tak na stávající právní úpravu a vracejí se k tradičním regulativům. Přinášejí osvědčené modely regulace vyspělých evropských měst, jež se pravidelně umisťují na předních příčkách žebříčku kvality života (např. Vídeň). Oproti dosavadnímu předpisu se návrh PSP nově věnuje zejména dosud opomíjeným urbanistickým vztahům – vychází z faktu, že budovy nejsou pouhými solitéry, nýbrž spoluvytvářejí obraz města.
Obecným principem uplatňovaným v předkládaném návrhu je důsledné hledání veřejného zájmu při stanovení každého jednotlivého požadavku. Dalším z principů dokumentu je vize kompaktního města krátkých vzdáleností s nízkými nároky na dopravu a technickou infrastrukturu, která je aktuálním obecně uznávaným přístupem k plánování měst ve vyspělých zemích. Pro jeho uplatnění je třeba přehodnotit přístup k využívání území, aby se předcházelo jeho plýtvání, záboru volné krajiny a poškozování ekosystémů.

#### Koncepce pražských břehů
Koncepce pražských břehů je strategický a iniciační dokument, který umožní plánování rozvoje prostoru řeky v celoměstském kontextu. Cílem je, aby byly břehy prostupné a poskytovaly obyvatelům různorodé možnosti využití od živých oblastí s bohatým kulturním programem až po klidové a rekreační zóny. Koncepce má ambici ukončit současný stav, kdy jdou dílčí investice státních správců, města, ale i jednotlivých soukromníků často proti sobě.

#### Pravidla pro přípravu investic na veřejných prostranstvích
Pravidla pro přípravu investic na veřejných prostranstvích pomáhají koordinovat a zefektivňovat čerpání financí z veřejného rozpočtu určených například na úpravy parků, ulic či náměstí nebo dopravní a technickou infrastrukturu s dopadem na veřejná prostranství tak, aby Pražanům přinesly maximální užitek. Díky pravidlům bude kvalita veřejných prostranství jednou z priorit při přípravě investic. Navíc posilují koordinaci aktivit městských částí a hl. m. Prahy.

#### Zásady územního rozvoje hl. m. Prahy
Zásady územního rozvoje (ZÚR) jsou nástrojem územního plánování na úrovni krajů a jsou nadřazeny územním plánům obcí. Jsou tedy jakýmsi strategickým územním plánem celého kraje. Zásady územního rozvoje jsou relativně novým nástrojem, který byl zaveden v roce 2007. Pravidelnou aktualizaci této dokumentace předepisuje zákon nejdéle každé čtyři roky. Podkladem pro zpracování Zásad územního rozvoje jsou Územně analytické podklady a vycházejí z Politiky územního rozvoje ČR.

#### Územně analytické podklady
Územně analytické podklady hl. m. Prahy (ÚAP) slouží jako podklad při plánování rozvoje území včetně přípravy územního plánu města, strategického plánu a dalších dokumentací. Slouží také jako podklad pro územně plánovací a územně správní činnosti. ÚAP jsou aktuálním popisem města, ve kterém lze sledovat jeho postupný vývoj. Podklady charakterizují významné hodnoty města, limity, problémy i možnosti jeho dalšího rozvoje. Kromě prostorových vztahů ÚAP zohledňují také ekonomické, sociálně demografické a kulturní aspekty nebo úroveň životního prostředí.

#### Koncepce rozvoje tramvajové dopravy v Praze
Koncepce má za cíl poskytnout správě města, obyvatelům, investorům a nejširší veřejnosti hmatatelný podklad pro rozhodování o prioritách výstavby a rozvoje tramvajové sítě v Praze a alokovat na ni prostředky. Jedná se o aktualizaci materiálu z roku 2012, který vycházel z Prahy kolejové – programu rozvoje veřejné dopravy pro nový územní plán z roku 2008.

#### Pražský mobiliář

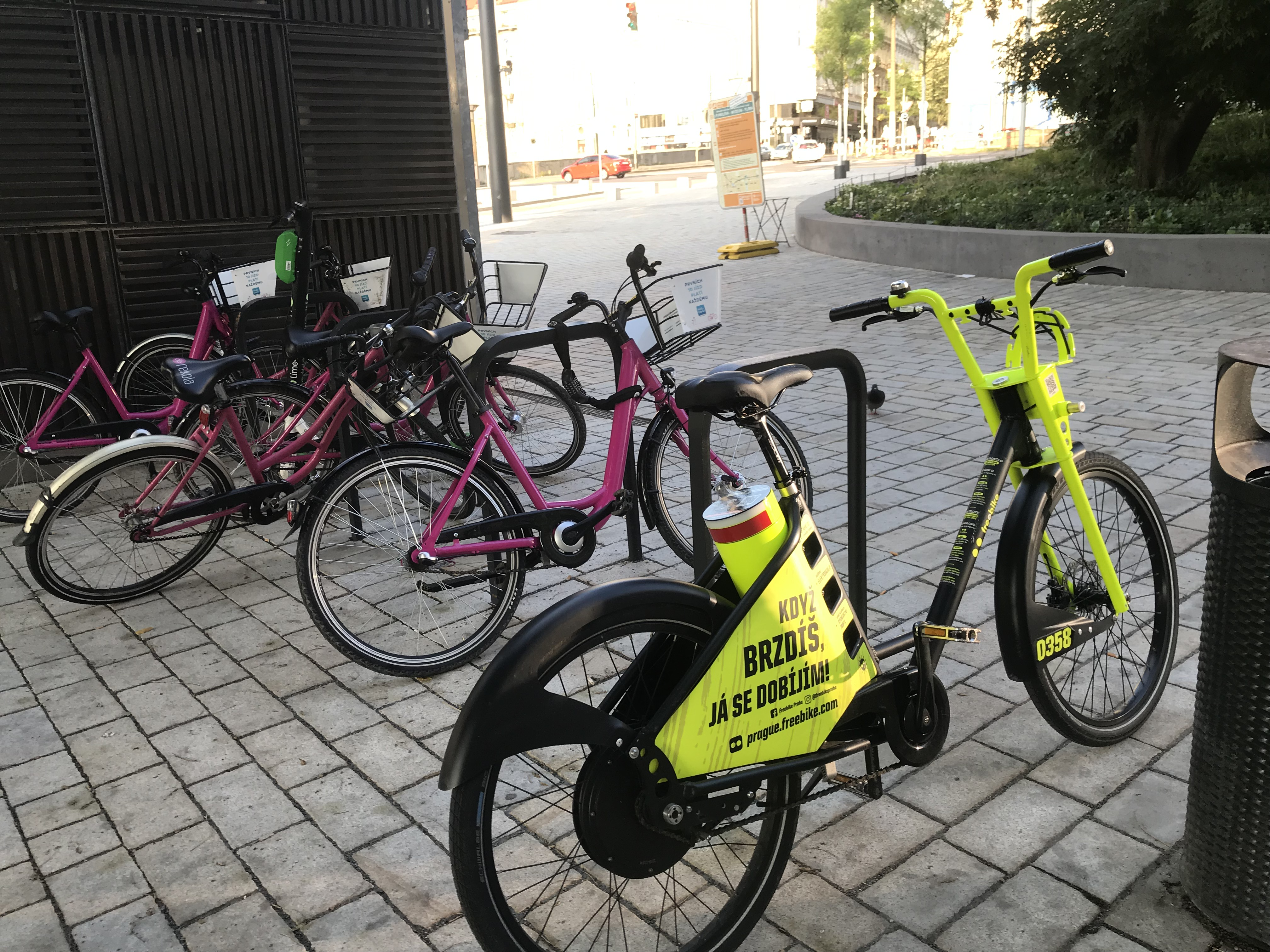
Kola u stojanů v Muzejní oáze, jejichž návrh vychází z hromadné designerské soutěže na pražský mobiliář z roku 2016

V roce 2016 hl. m. Praha ve spolupráci s IPR vyhlásilo mezinárodní designerskou soutěž na jednotný městský mobiliář. Konkrétně šlo o návrh laviček, košů a stojanů na kola. Vítězem soutěže se v roce 2017 stali Michal Froněk a Jan Němeček ze společnosti Artěl. Nové prvky začaly být osazovány na území Prahy v roce 2018, nejdříve například ve Stromovce, na Petříně, Strossmayerově náměstí či u Národního muzea. V roce 2020 získala od Prahy licenci na design pražských laviček slovenská Bratislava. Ta je plánuje osazovat ve stovkách kusů na celém svém území.
Později byla vyhlášena soutěž také na podobu zastávek MHD, které si chce město nově instalovat a provozovat samo.

### Evropské projekty

#### Operační program Praha – pól růstu ČR
Operační program Praha – pól růstu ČR (OP Praha) aktuálně vstupuje do programového období 2014–2020. IPR Praha tuto agendu koordinuje. Praha má jako více rozvinutý region specifické podmínky jak pro koncentrování finančních prostředků, tak pro spoluúčast na nich. Proto nejsou finance z EU určeny na konvergenci – přibližování úrovně méně rozvinutých regionů úrovni více rozvinutých regionů –, ale na konkurenceschopnost. Prostřednictvím OP Praha – pól růstu ČR tak budou podporovány intervence a oblasti s vysokou přidanou hodnotou, které budou v dalším období pro Prahu určující a jež budou působit jako prorůstová a inovační.

#### Smart strategie
Základní vizí urbanistického konceptu Smart Prague – který vychází z konceptu Smart Cities a jehož agendu IPR Praha koordinuje – je efektivně a systematicky v Praze podporovat rozvoj a propojení kvalitní energetické, telekomunikační, dopravní a environmentální infrastruktury, vzdělanosti, kultury a podnikání s vysokou přidanou hodnotou. Hlavní město musí začít intenzivně pracovat na SMART projektech, protože programové období EU 2014–2020 je poslední, v němž Praha jako jeden z nejrozvinutějších regionů EU obdrží ze strany EU větší finanční prostředky. Po roce 2020 bude moci čerpat finance už jenom na projekty s vysokou přidanou hodnotou. Koordinace a realizace konceptu Smart Prague je v gesci IPR Praha, jeho naplňování posiluje vnitrostátní i mezinárodní pozice Prahy ve smyslu Smart Cities.

#### Integrované územní investice
Integrované územní investice (ITI) jsou nový nástroj k integrované realizaci územních strategií, který Evropská komise navrhla pro programové období 2014–2020. IPR Praha ITI zpracovává a koordinuje. Tento nástroj umožňuje členským státům naplňovat cíle operačních programů komplexně a slučovat finanční zdroje z několika prioritních os jednoho nebo více Operačních programů. ITI se soustředí na velké strategické projekty s prokazatelně pozitivním dopadem na propojené regiony jednotlivých metropolitních oblastí.

#### EUROCITIES
IPR Praha se snaží o aktivní zapojení hlavního města do sítě evropských metropolí. V návaznosti na Evropskou unii tato platforma zajišťuje sdílení informací a znalostí k podpoře projektů z různých fondů a zdrojů v Evropě. Zároveň slouží jako síť odborníků v jednotlivých oborech a na různá témata. IPR Praha s jednotlivými odbory magistrátu pracuje na komplexním zajištění spolupráce a profesionální reprezentace Prahy navenek. EUROCITIES zajišťují a umožňují aktivním členům vytváření a realizaci konkrétních projektů, které jsou nejčastěji financovány z fondů EU.

#### Urban Heat Island
Cílem projektu je vývoj a aplikace urbanistických strategií a opatření vedoucí k adaptaci a snižování výskytu a účinku extrémně vysokých teplot v centrech velkoměst, tzv. „tepelných ostrovech měst“. Mezi lety 2000 a 2010 narostl počet tzv. tropických dní o dvanáct. Extrémně vysoké teploty v létě zatěžují zdraví obyvatel nejen zvýšenými teplotami samými, ale také zvýšenou koncentrací škodlivin v ovzduší.

### Další aktivity

#### Digitální mapa veřejné správy hl. m. Prahy
Digitální mapa veřejné správy hl. m. Prahy (dále jen „digitální mapa“) je z hlediska obsahu a úrovně podrobnosti nejrozsáhlejší a nejkomplexnější digitální mapové dílo svého druhu v ČR. Sdružuje základní digitální mapové podklady nezbytné pro výkon klíčových činností veřejné správy v Praze a rozvoj území Prahy. Její součástí jsou technická mapa, účelová katastrální mapa, ortofotomapy, 3D model Prahy a základní mapa Prahy v měřítku 1:25000. Digitální mapa je postupně rozvíjena od roku 1989.

#### Geoportál hl. m. Prahy
Geoportál je základní internetový zdroj veřejnosti přístupných map a informací o území Prahy. Stránky nabízejí více než třicet on-line map Prahy – od leteckých snímků z různých let přes hlukovou mapu až po mapu nejfotografovanějších míst. Každý si tak může snadno najít podrobné informace o jakékoli části území Prahy.